# Casperia
Casperia è un comune italiano di 1 200 abitanti della provincia di Rieti nel Lazio, situato tra la riva sinistra del Tevere ed il versante occidentale dei Monti Sabini. Fino al 1947 si chiamava Aspra Sabina.

## Geografia fisica

### Territorio

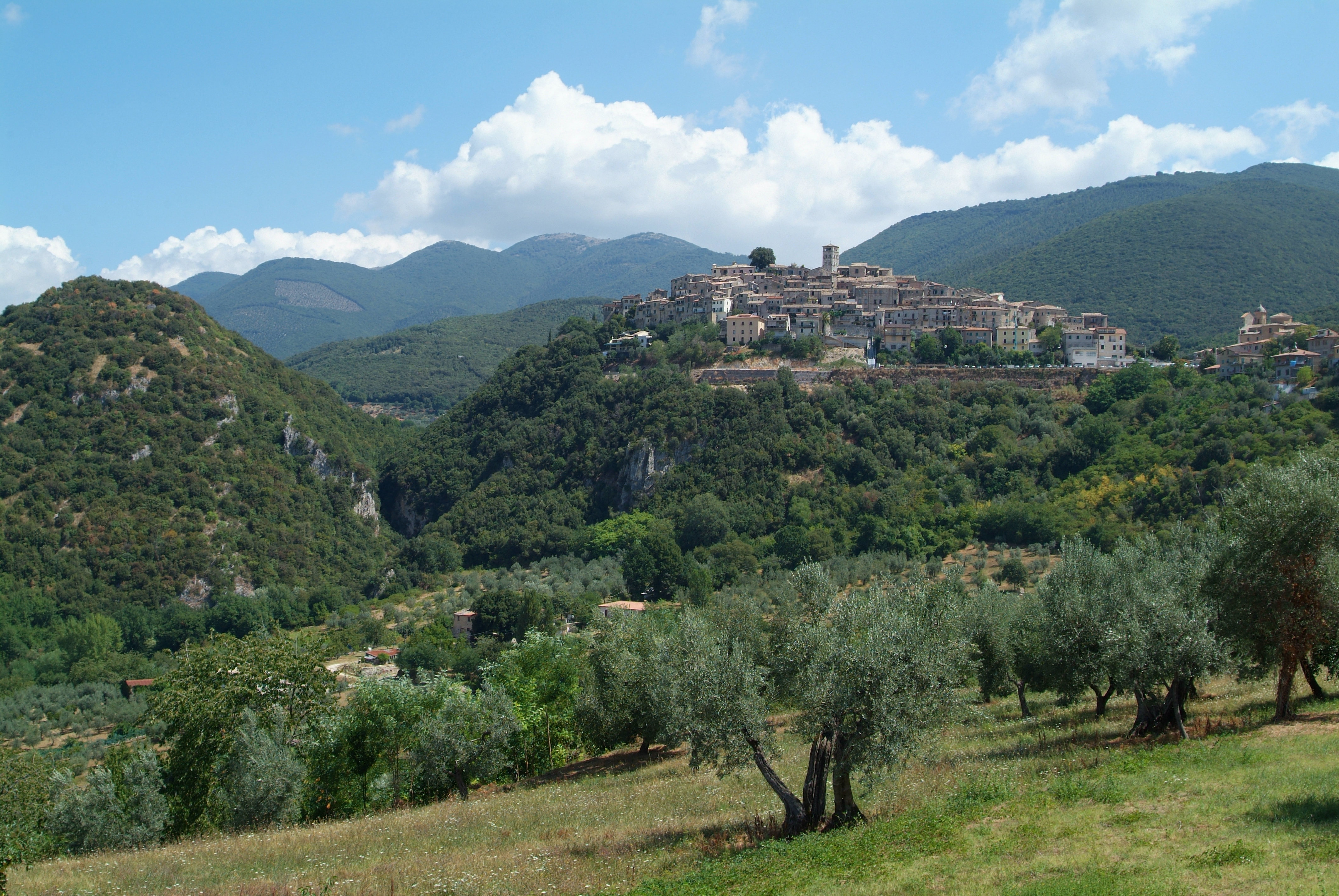
Caprignano e Casperia; sullo sfondo i Monti Sabini

Il territorio del Comune di Casperia è diviso marcatamente in due parti: collinare ad ovest mentre la parte orientale è attraversata dalla dorsale del pre-appennino laziale. I limiti altimetrici variano tra i 300 m s.l.m. e i 1.258 m s.l.m. del monte Macchia Gelata. Sul suo territorio ricadono alcune tra le più alte cime dei Monti Sabini, tra cui il M. Alto (1215 m s.l.m.) e la sorgente più importante di tutta la catena montuosa: Fonte Cognolo, a quota 1054. Casperia custodisce alcuni tra i più bei paesaggi di tutti i Monti Sabini, tutelati a livello nazionale ed europeo.

### Clima
Classificazione climatica: zona D, 2087 GR/G

## Origini del nome
- Fino al 1947 si è denominata Aspra Sabina. L'origine di questo nome è da ricondurre o all'asperità o al nome stesso del colle su cui sorge - il « mons qui nominatur Aspra » come attestato da fonti medievali custodite nell'Archivio storico comunale - o alla famiglia Asproni, ora estinta, la cui presenza è documentata dalle stesse fonti.
- Nel 1947 cambia denominazione in Casperia. Questo nome le fu attribuito in base alla credenza, maturata in epoca rinascimentale per nobilitare le origini degli abitanti, che in epoca preromana su questo territorio sorgesse l'antica città sabina di Casperia, citata da Virgilio nel Libro VII dell'Eneide. Un'altra ragione del cambio del nome, com'è scritto nella deliberazione del consiglio comunale che ne sancisce l'atto, sarebbe di natura pratica: il cambio viene effettuato per evitare disguidi postali dovuti all'esistenza di un'altra Aspra in Sicilia (frazione di Bagheria, in provincia di Palermo) ed alla somiglianza del nome Aspra con Ascrea, sempre in provincia di Rieti.

## Storia

### Origini

#### Le fonti letterarie
- In aderenza a quanto dicono gli autori latini che parlano dell'origine orientale dei Sabini, Casperia sarebbe stata fondata da genti provenienti dal Mar Caspio. La leggenda vuole che Sabo (da cui il nome Sabina), partito dalla Persia e giunto in Grecia, fu obbligato dall'estrema rigidità delle leggi di Licurgo a muovere da Sparta con il suo seguito prima in Sicilia e poi nell'attuale territorio di Casperia.
- Il poeta Virgilio la cita nell'Eneide nell'elenco delle città che inviarono truppe in aiuto di re Turno nella guerra contro Enea e il re Latino:

(Eneide, lib. VII, vv. 710-714)
- Lo scrittore Silio Italico nel descrivere i Sabini che andarono in aiuto dei Romani contro Annibale nella seconda guerra punica, ripete il nome di alcuni dei popoli citati da Virgilio nell'Eneide:

(De bello punico, lib. VIII, vv. 412-423)
- Vibio Sequestre la cita nel suo De montibus, silvis, fontibus, lacubus, fluminibus, stagnis seu paludibus, et de diversis nominibus maris, quando descrive il fiume Imella:

(De montibus, silvis, fontibus, lacubus, fluminibus, stagnis seu paludibus, et de diversis nominibus maris, lib. V)
- Mauro Servio Onorato la cita nel suo Commentarii in Vergilii Aeneidos libros:

(Commentarii in Vergilii Aeneidos libros)

#### Le fonti archeologiche
Le mura in opus reticolatum che affiorano in località Paranzano sono i resti di diverse ville rustiche risalenti al I secolo d.C., di cui una la si attribuisce a Pallante – potente liberto di Antonia, madre dell'imperatore Claudio (da qui il toponimo Paranzano, da Pallantianum). A lato della strada provinciale che collega Casperia e Cantalupo in Sabina, si erge un monumento funerario a torre. Nel 1872 fu rinvenuto un ninfeo con due statue di stile greco ed accanto una piccola stanza con un pavimento a mosaico. Si ritrovò anche una testa dell’imperatore Claudio ed un torso, forse dello stesso imperatore. Le due belle statue marmoree raffiguranti due ninfe gemelle, si trovano oggi presso il Museo d'arte e storia di Ginevra ed il Carlsberg Museum di Copenaghen.
Altre mura di sostruzione in opus reticolatum si trovano a S. Maria in Legarano e sono i resti visibili di un'altra villa rustica, su cui è stata edificata la chiesa.
Recenti indagini speleo-archeologiche hanno rilevato l'esistenza di acquedotti risalenti al V-IV secolo a.C. che attesterebbero la presenza di comunità sabine nelle località Paranzano e Legarano.

### Medioevo

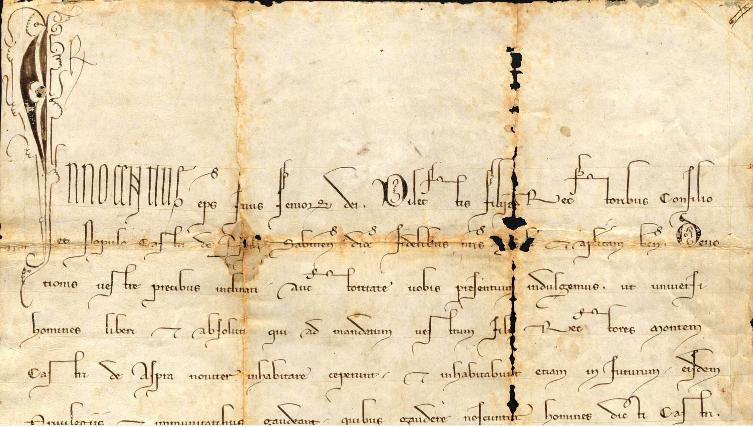
Bolla papale del 1254

- Nel 1189 si costituisce in libero comune.
- Nel 1209 papa Innocenzo III la esonera da ogni onere ordinario e straordinario.
- Nel 1254 papa Innocenzo IV concede a tutti gli uomini liberi che hanno cominciato da poco ad abitare il monte, o che vi abiteranno in futuro, i medesimi privilegi ed immunità di cui notoriamente godono gli uomini di Aspra.
- Nel 1266 papa Clemente IV ordina che non si molestasse la città.
- Nel 1278, sotto il pontificato di Nicolò III, la comunità giura vassallaggio alla Santa Sede.
- Nel 1279 le comunità di Aspra e Caprignano dichiarano illegittime le compravendite di beni immobili tra privati cittadini dei due castelli; sarebbe stato lecito vendere soltanto ai due comuni.
- Nel 1282 erige la sua seconda cinta muraria.
- Nel 1285 la comunità divide i beni del territorio tra le famiglie del paese con la clausola che il comune avrebbe ereditato le porzioni di quelle dinastie che si fossero estinte; dello stesso anno il primo statuto comunale.
- Nel 1298 il cardinale Giovanni Boccamazza acquista grandi proprietà nel vicino castrum Capriniani.
- Nel 1303 il comune di Aspra acquista il castello di Caprignano per 500 libbre di soldi provisini del senato romano (escluse le proprietà Boccamazza).
- Nel 1304 gli aspresi assaltano la rocca di Caprignano dove si erano asserragliati gli uomini del cardinale Boccamazza. Nei mesi successivi Niccolò Boccamazza, nipote del cardinale, per rappresaglia mette a ferro e fuoco la contrada Legarano con l'ausilio di truppe reatine.
- Nel 1306 gli aspresi, venuti a sapere della parentela creatasi tra il loro podestà Riccardo di Pietro Iaquinti ed il cardinale Boccamazza, malmenano e cacciano dal paese il vicario del podestà.
- Nell'aprile 1307 i sindaci di Aspra e Narni giurano fedeltà all'accordo secondo il quale il comune di Narni s'impegna a fornire protezione e difesa ad Aspra ed a fare l'electionem potestarie.
- Nel dicembre 1307, temendo l'espansionismo del cardinale Boccamazza, gli armigeri aspresi assaltano e distruggono il castello di Caprignano; la controversia giudiziaria che ne consegue si concluderà soltanto nel 1314 con una pesante condanna per Aspra.
- Nel 1347 Aspra si offre a Cola di Rienzo, che cercava di restaurare un regime repubblicano a Roma.
- Nel 1364 è sotto il dominio diretto della Santa Sede.
- Nel 1365 Aspra si allea con il condottiero tedesco Hanneken von Baumgarten (detto Anichino di Bongardo, allora dichiarato ribelle da Urbano V), con cui attacca Magliano Sabina ed occupa Roccantica. Per questi fatti Aspra sarà condannata dalle autorità pontificie con pene pecuniarie ed interdetto.
- Nel 1368 il nobile Giovanni di S. Eustachio riceve il castello di Montefiolo da Alberico Magno.
- Nel 1372 il consiglio speciale e la giunta del comune eleggono quattro sindaci per concordare la nomina a podestà di Nicolò di Pone de' Ranieri da Perugia fino alla terza generazione mascolina, purché rispetti tutti i diritti, gli statuti, le consuetudini, i privilegi e gli ordinamenti vigenti nel comune.
- Nel 1376 si schiera con la lega fiorentina che si ribella all'autorità papale. Repressa da Gregorio XI la rivolta delle città italiane, Aspra giura vassallaggio a Roma (fedele al papa e tornata ad essere sede del soglio petrino).
- Alla fine del XIV secolo Aspra è occupata da Paolo Savelli.
- Nel 1391 il nobile Giovanni di Sant'Eustachio dona al comune di Aspra il diruto castrum Montis filiorum Ugonis.
- Nel 1397 è promulgato lo Statutum Terrae Asprae.
- Nel 1401 Aspra entra ufficialmente nei feudi della famiglia Savelli.
- Nel 1409 il re Ladislao d'Angiò esenta Aspra dalle tasse sul sale ed il focatico.
- Nel 1412 l'antipapa Giovanni XXIII concede al comune di Aspra il permesso di istituire un hospitale ad usum pauperorum.
- Nel 1422 papa Martino V concede al comune di Aspra il privilegio dell'esenzione dal pagamento del sale e del focatico.
- Nel 1450 gli aspresi arruolano un capitano forestiero per far fronte agli attacchi dei borghi vicini ed alle incursioni di bande guidate dai loro condottieri.
- Nel 1461, nella guerra contro i Savelli, Federico da Montefeltro assedia Aspra ma non riesce ad espugnarla.

### Moderna

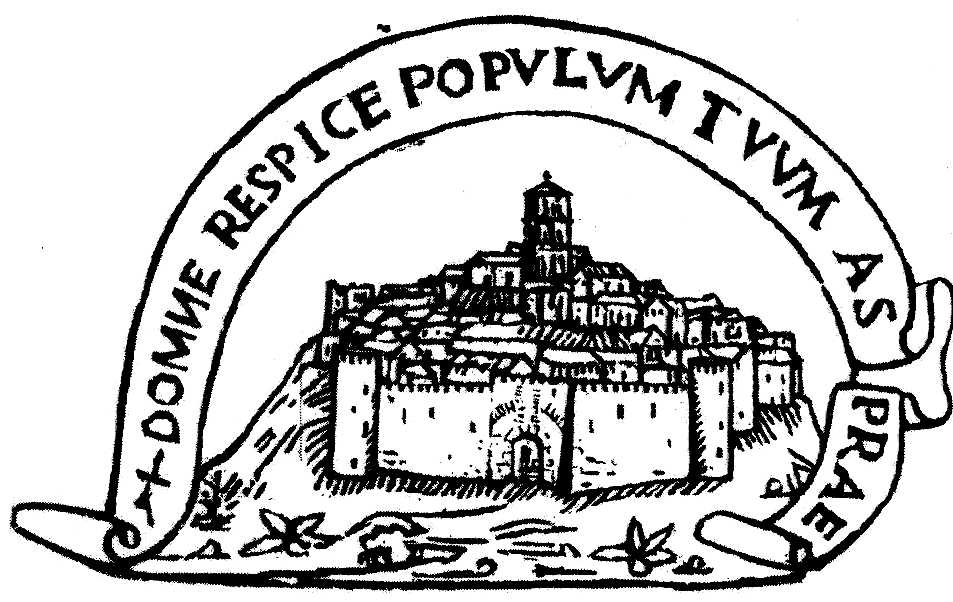
Incisione sulla copertina degli Statuti del 1397 ripubblicati nel 1558

- Nel 1501 il pontefice Alessandro VI la cede a Giovanni Paolo Orsini.
- Nel 1503, subito dopo la morte del papa, Aspra ritorna ai Savelli.
- Nel 1545 la comunità si ribella all'autorità della signoria Savelli.
- Nel 1558 il consiglio generale fa tradurre in lingua volgare gli statuti comunali. Nello stesso anno Francesco Massari riceve da Ostilio Savelli (barone di Aspra) il nulla osta per costruire a Montefiolo un convento per i frati cappuccini.
- Nel 1560 muore Francesco Massari.
- Nel 1592 papa Clemente VIII confisca Aspra a Troilo Savelli (giustiziato l'anno successivo) e da allora rimane dominio diretto della Camera apostolica.
- Nel 1600, per celebrare il XII Giubileo, la comunità asprese acquista un grande organo per la chiesa parrocchiale; Orazio Massari pubblica il poema epico Sabiniados.
- Nel 1661 la chiesa della Ss. Annunziata è aperta al culto; i lavori erano iniziati nel 1609.
- Nel 1706, il 1741 ed il 1785, una serie di terremoti colpisce Aspra facendo crollare diversi edifici tra cui il palazzo municipale e gran parte delle mura castellane presso Porta S. Maria.
- Nel 1798 viene eretto l'albero della libertà nell'attuale piazzale Oddo Valeriani.

### Contemporanea
- Nel 1811 la campana maggiore della chiesa parrocchiale si spezza durante una funzione; sarà rifusa nel 1819 da un mastro reatino.
- Nel 1853 il censimento conta ad Aspra 1245 anime, di cui 448 abitano fuori le mura; le famiglie sono 259 e vivono in 253 case diverse.
- Nel 1860 il plebiscito per l'annessione al Regno d'Italia registra 319 sì, 0 no e 22 schede nulle; le signore aspresi scrivono al re Vittorio Emanuele II per manifestare la propria volontà patriottica, non avendo il diritto di voto secondo la legge in vigore.
- Nel 1866 lo Stato confisca i beni ecclesiastici; il convento di Montefiolo diventa proprietà del comune di Aspra, che ne incamera la preziosa biblioteca; i frati cappuccini abbandonano definitivamente Montefiolo.
- Nel 1871 degli scavi a Paranzano fanno riemergere due belle statue femminili di epoca romana.
- Nel 1883 il comune di Aspra cede il convento di Montefiolo al Pontificio Seminario lombardo.
- Nel 1886 nasce Ignazio Gennari.
- Nel 1889 l'acqua potabile giunge all'interno della cinta muraria; in piazza Umberto I si erge la fontana in onore di Giovanni Moro.
- Nel 1931 Ignazio Gennari pubblica U paesanu curiusu.
- Nel 1934 il campanile della chiesa parrocchiale viene innalzato per installarvi il serbatoio dell'acquedotto.
- Nel 1935 mons. Giulio Belvederi acquista il convento di Montefiolo, che affida alle suore Oblate benedettine di Priscilla.
- Nel 1944 l'esercito tedesco in ritirata mina il versante orientale del paese per bloccare agli anglo-americani il passaggio lungo la strada sottostante.
- Nel 1947 il comune di Aspra modifica il suo nome in Casperia.
- Nel 1953 Ignazio Gennari pubblica la raccolta di poesie Casperia.
- Nel 1958 muore Ignazio Gennari.

### Simboli
Lo stemma di Casperia è uno scudo italiano con tre colli ed aspide mirante una stella sormontato da corona comunale con la scritta S.P.Q.S. (Senatus PopolusQue Sabinus) circoscritto da due palme di olivo. I tre colli rappresentano i castra di Aspra, Caprignano e Donduccio (la cui sommità oggi è occupata dal cimitero comunale). Ignota l'origine simbolica dell'aspide, forse un'assonanza con il nome Aspra o forse dalla famiglia Asproni. I colori civici sono il rosso ed il verde. La più antica riproduzione visibile si trova sul portale di un palazzo privato tra via Rivellini e piazza Umberto I.
Il gonfalone è un drappo rettangolare di colore verde.

## Monumenti e luoghi d'interesse

### Struttura urbana
(Ferdinand Gregorovius, Attraverso l'Umbria e la Sabina in Passeggiate per l'Italia, 1861)
Attraverso questi acconciamenti pittoreschi, bisogna immaginare la città antica, severa e sempre pronta alla difesa: straordinaria visione è questa agglomerazione che si erge furiosa in mezzo a boschi, a colline coltivate ad oliveti e vigne, le stesse vigne di cui Numa, il re sabino, aveva insegnato l'arte e la cultura ai pastori selvaggi di allora. Davanti alle porte del paese bisogna fermare la vettura e attaccare i cavalli, poiché non ci sono strade, ma solo viuzze a gradini: le piazzette, gli archi, i cammini di ronda, quasi tutto è rimasto come mille anni fa.»
(Giovanni Fattori, Alla ricerca dell'Italia, 1899)
Il centro storico di Casperia è uno straordinario esempio di architettura medievale: la struttura del paese è «a bulbo di cipolla», con strade a cerchi concentrici che via via si restringono, inerpicandosi sui versanti del colle sino a culminare in piazza S. Giovanni Battista ove si erge l'omonima chiesa parrocchiale.
L'abitato è raccolto nelle mura del 1282 – definite da Giuseppe Filippucci Giustiniani «un vero capolavoro di architettura militare e di consumata arte difensiva del XIII secolo» – in cui si può accedere (esclusivamente a piedi) solo attraverso Porta Romana (ad ovest) e Porta S. Maria (a nord-est); quest'ultima è detta anche Porta Reatina o Porta Caprara, dove si può ammirare anche un orologio che segna l'ora canonica medievale. Talmente importante era per gli aspresi la cura delle mura di cinta, che negli statuti del 1397 era prevista la pena di morte per coloro che vi aprissero un varco sufficientemente grande per il passaggio di una persona. Della prima cinta muraria, risalente all'XI secolo, resta l'arco di via Garibaldi, denominato «Arco Vecchio» o «Arco di Mezzo».

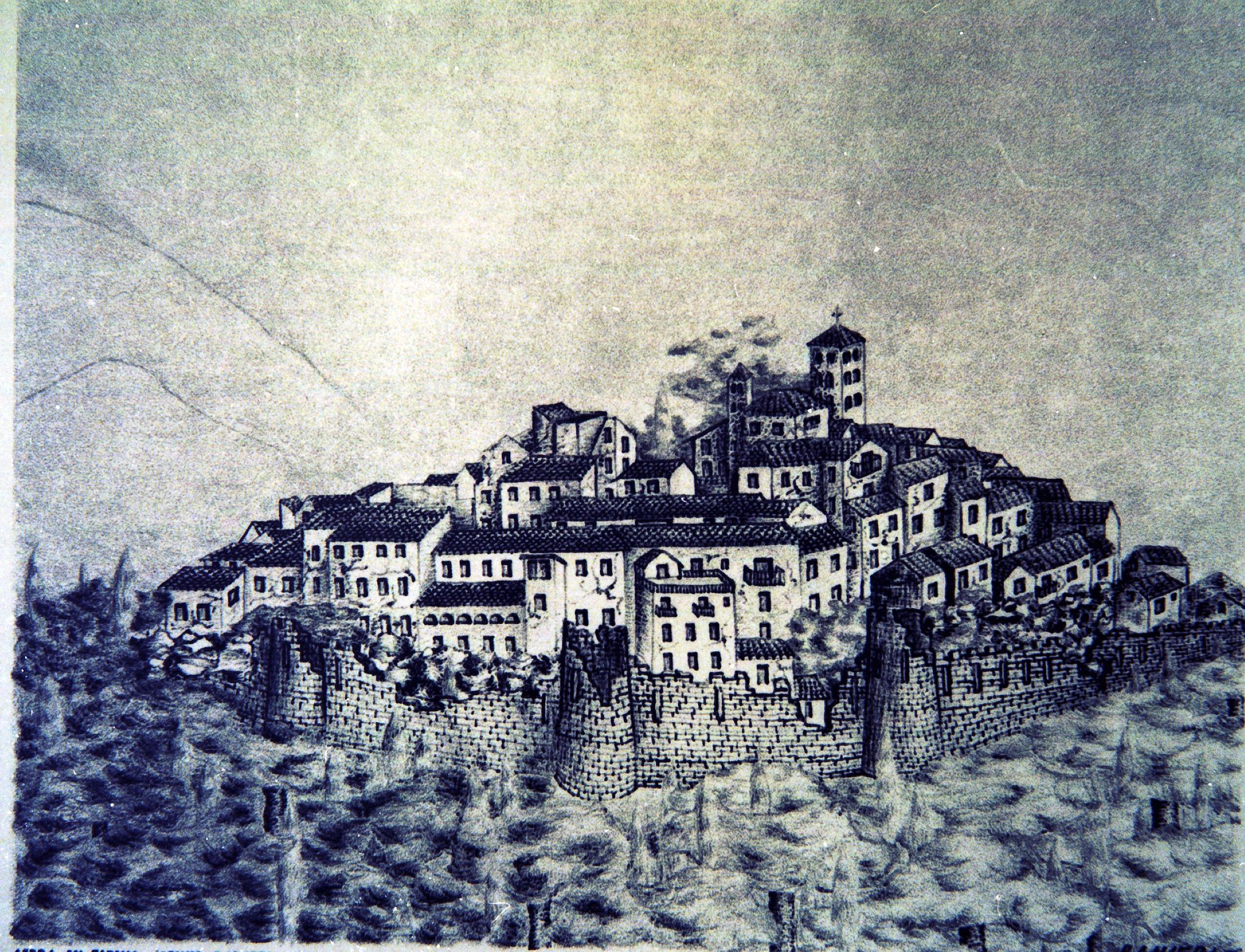
Il centro di Aspra in un'incisione del sec. XIX

Amplissimo il panorama che da piazza Umberto I (comunemente chiamata dalla popolazione «piazza Macello») si apre sulla valle del Tevere dominata all'orizzonte dal Monte Soratte. Da un'estremità all'altra delle mura, a nord-ovest per via Rivellini, si giunge davanti a Caprignano con i colli umbri all'orizzonte; mentre a sud-est, per via Nardi Bruschi, ci si può sporgere dal torrione che domina il piazzale Oddo Valeriani e godere la vista del cuore dei Monti Sabini.
Torrioni, camminamenti, rivellini, feritoie, casematte, percorsi obbligati sono i testimoni della storia e delle origini medievali di Aspra.
L'abitato di Casperia è uno dei pochi paesi in Europa il cui centro storico è totalmente e naturalmente inaccessibile alle automobili. Percorrendo tutta via Orazio Massari si compie un semicerchio tra i due ingressi.

### Architetture religiose

#### San Giovanni Battista

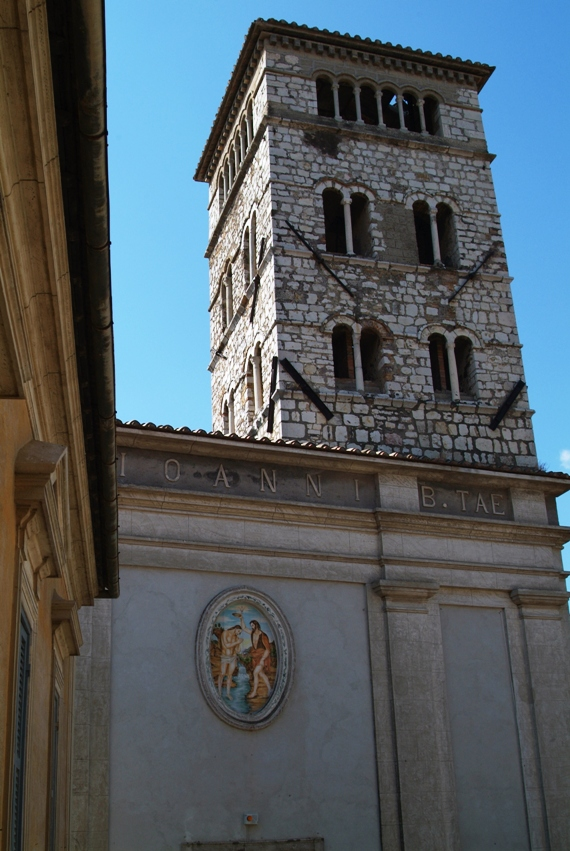
S. Giovanni Battista, facciata e torre campanaria

Sulla sommità dell'antica Aspra sorge la chiesa parrocchiale dedicata a san Giovanni Battista. Restaurata ed ampliata nel 1515, presenta al suo interno diversi elementi in stile barocco dovuti alla ristrutturazione del 1791; mantiene l'originaria torre campanaria romanica del XIII secolo, con alcuni affreschi del XIV secolo; l'ultima loggia della torre campanaria è stata aggiunta nel 1934 per ospitare un serbatoio dell'acquedotto.
Nella chiesa, a tre navate, dietro l'altare maggiore fa da pala un dipinto su tavola (datato 1524) di Giacomo Santoro (detto Jacopo Siculo) raffigurante il Battesimo di Gesù e, nella predella sottostante, Gesù e gli apostoli. Su un altare della navata sinistra c'è un affresco del XVI secolo raffigurante la Madonna col Bambino, sant'Antonio Abate e san Giuseppe. Nella navata destra da notare una tela lunettata (in cui spicca la figura di san Martino) che fa da cornice ad un'edicola ove è posta una statua lignea di san Sebastiano, scolpita e dipinta nel XVII secolo. Nella chiesa è custodito anche il grande organo acquistato dalla comunità nel 1600 per celebrare il giubileo.
Nei locali della sacrestia è ospitato il presepe monumentale strutturato su una «Casperia in miniatura» fatto a mano da Giannicola Mariani.

#### Ss. Annunziata

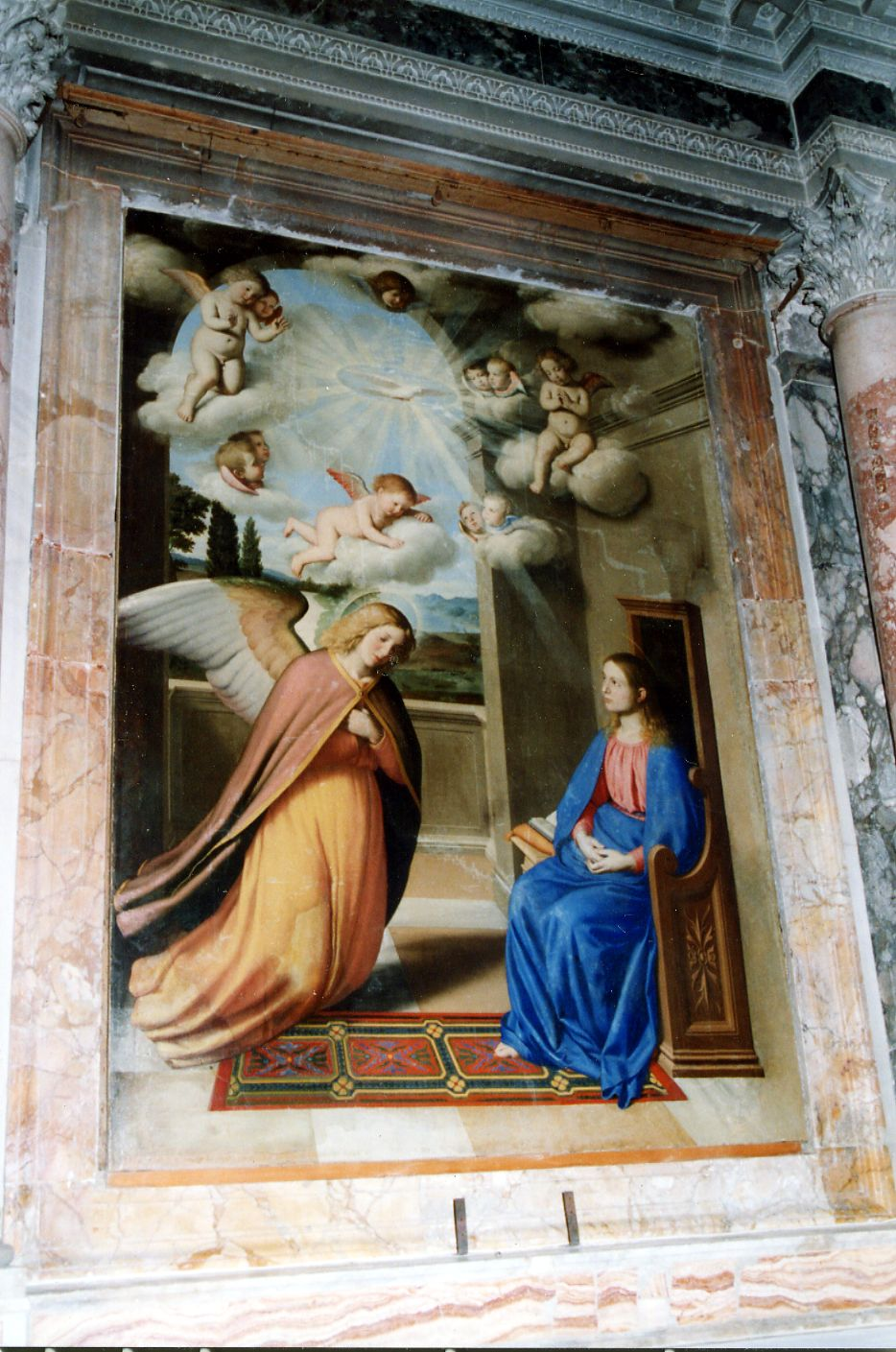
Ss. Annunziata, Annunciazione

Con la sua imponente mole in cotto, la chiesa della Ss. Annunziata accoglie i visitatori nel piazzale Oddo Valeriani. Anche se il portale d'ingresso riporta la data del 1609, soltanto nel 1661 «la nuova chiesa dell'Annunziata è terminata. L'edificio è stato eretto a spese di Girolamo Saraceni ed è di bello aspetto e di buona e nobile architettura».
Essa è dotata di quattro altari, oltre che dell'altare maggiore sul quale si trova la tela dell'Annunciazione, capolavoro dall'audace cromatismo di Giovanni Battista Salvi detto Sassoferrato, ai lati del quale vi sono due colonne in marmo rosso di Cottanello. Pregevoli opere anche la cappella di san Francesco Saverio eretta dalla famiglia Senapi ed una tela del XVII secolo raffigurante la circoncisione di Gesù.
Ancora oggi gli abitanti la chiamano «chiesa nuova».

#### Santa Maria in Legarano

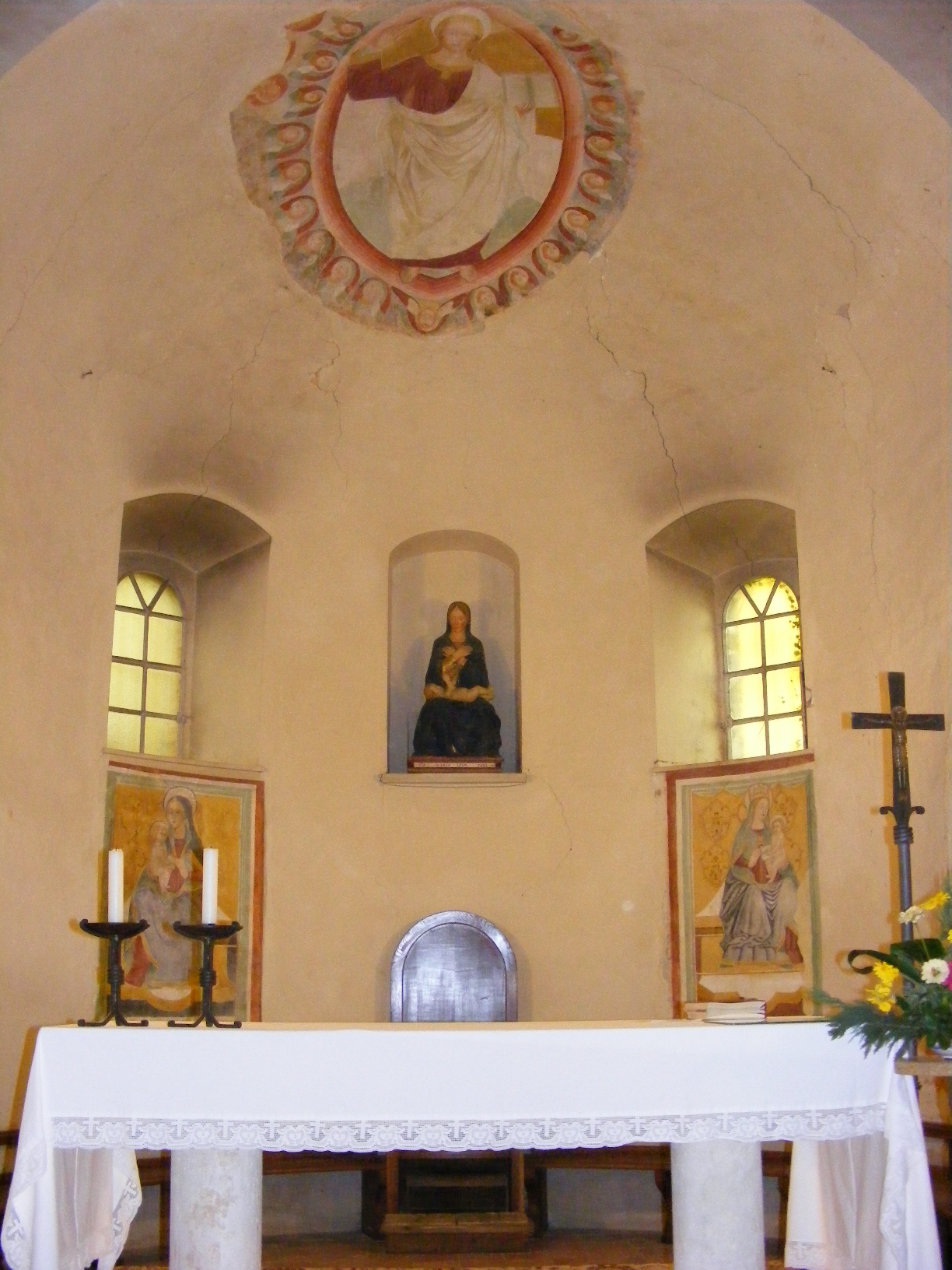
S. Maria in Legarano, presbiterio

Nell'antico abitato di Legarano, 3 km a nord del centro urbano, si trova la chiesa dedicata alla Natività della Beata Vergine Maria. Costruita in età altomedievale sui resti di una villa rustica di epoca romana, questa chiesa è stata la parrocchiale fino al 1409. Vi era annesso il convento dei gesuati, ordine soppresso nel 1668 da papa Clemente IX.
Si entra salendo una scalinata che porta ad un primo portale in pietra del XVI secolo, per poi attraversare un vialetto costeggiato da un bosso secolare. Nella lunetta del portale di accesso da notare un'Annunciazione affrescata dai fratelli Lorenzo e Bartolomeo Torresani nel 1561, autori anche del Giudizio universale situato in una cappella sulla sinistra; a destra, invece, un coevo affresco anonimo dei santi Rocco e Sebastiano.
Questa chiesa a croce latina ha un'unica navata e racchiude notevoli opere d'arte. Nell'abside di sinistra c'è un affresco del matrimonio di Maria attribuito ad Alessandro Torresani, figlio di Lorenzo; nella nicchia della testata sinistra del transetto si trovano due statue del XVI secolo in terracotta, raffiguranti la Madonna e san Giuseppe – superstiti di un presepe. Nell'abside centrale, dentro una nicchia, c'è una bella statua lignea policromata della Madonna col Bambino, firmata dallo scultore Carlo l'Aquilano nel 1489; nel catino dell'abside maggiore due affreschi del XV secolo raffiguranti la Madonna col Bambino; sulla volta sovrastante un affresco del XV secolo raffigurante Gesù in una mandorla di cherubini. Nell'abside di destra c'è un crocifisso ligneo policromato del XV secolo. Due tavole coi santi Giovanni Battista e Sebastiano concepite nella scuola di Antoniazzo Romano (fine sec. XV inizio XVI) sono all'interno del reliquiario seicentesco incastonato nella parete sinistra. Sulla parete destra c'è una tela raffigurante Maria in tripudio e san Girolamo.

#### Madonna della Neve

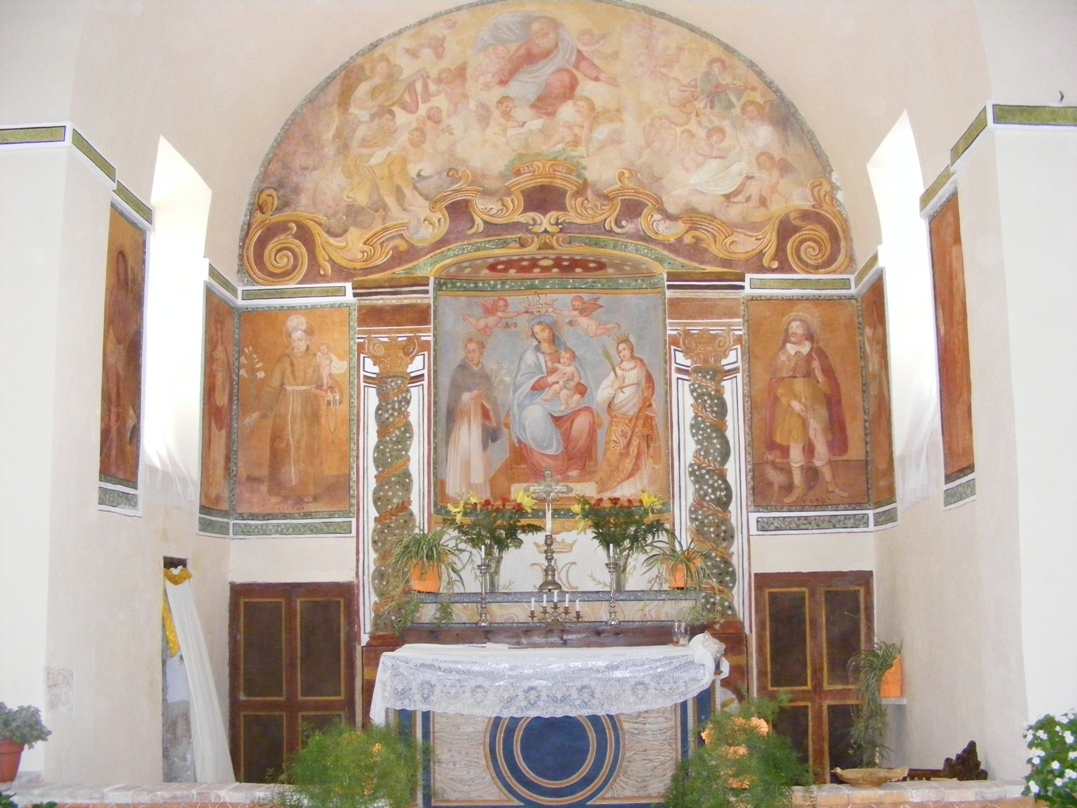
Paranzano, interno della chiesa

Certamente risalente al periodo medievale, la chiesa della Madonna della Neve a Paranzano è stata ricostruita nel 1580 e restaurata nel 1652. Conserva cospicue pitture murali che adornano l'area del presbiterio. Eseguiti da un anonimo locale nel XVI secolo, raffigurano un ciclo iconografico frequente nelle pievanie legate al mondo rurale: sulla parete sinistra un grande affresco raffigurante sant'Antonio Abate; nell'abside, da sinistra verso destra, sono raffigurati san Sebastiano, santa Lucia, sant'Antonio da Padova, san Rocco, sant'Agata, sant'Ignazio di Loyola; nella nicchia centrale la Madonna col Bambino tra san Domenico e santa Caterina d'Alessandria.
Dagli abitanti è chiamata anche «Madonna delle Grazie», in ossequio ad un fatto miracoloso avvenuto nel 1647.

#### Ss. Salvatore

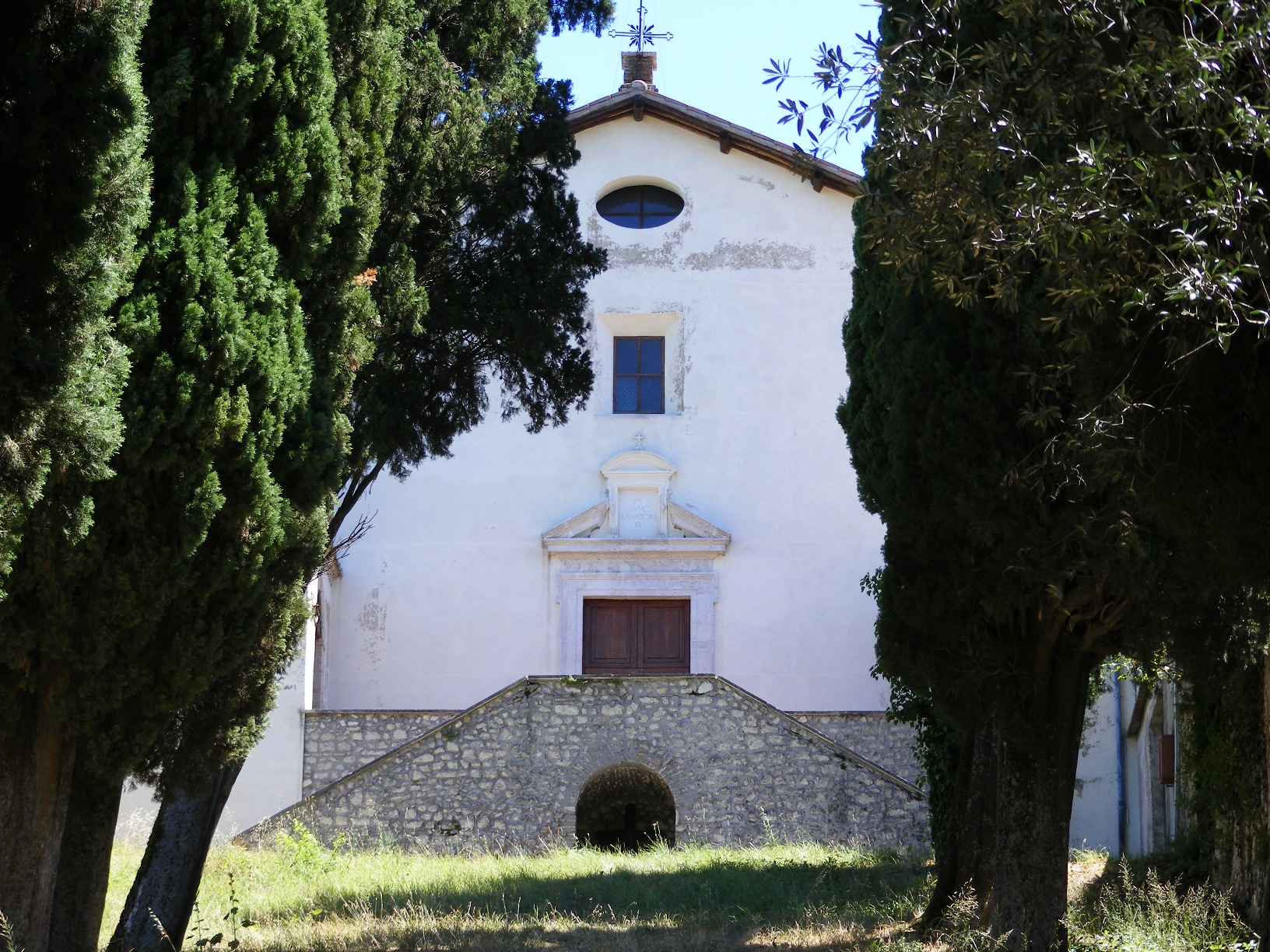
La chiesa all'interno del convento di Montefiolo

Sulle rovine del castrum Montis filiorum Ugonis, sulla cima di Montefiolo (il cui nome trae origine dalla volgarizzazione del nome del castello) sorge l'odierno convento delle suore oblate benedettine di Priscilla, fondato dai frati cappuccini nel 1558. Immerso in un bosco di lecci e con una pineta sul viale d'ingresso, è il luogo ideale per la meditazione.
Incorporata nel convento la chiesa del Ss. Salvatore, documentata nel Regesto delle chiese della giurisdizione vescovile di Sabina redatto nel 1343. Al suo interno la pala d'altare di Girolamo Batacchioli (datata 1619) raffigurante san Francesco d'Assisi, san Bernardino da Siena, sant'Antonio da Padova, san Carlo Borromeo, l'arcangelo Michele, santa Caterina d'Alessandria, santa Maria Maddalena e santa Chiara; nella parte alta del quadro la Madonna Assunta in Cielo con le tre persone della Santissima Trinità ed angeli.
Il convento ha ospitato san Felice da Cantalice.

#### Altre chiese
Da segnalare anche le chiese di S. Vito, S. Leonardo e S. Lucia. Il Regesto delle chiese della giurisdizione vescovile di Sabina redatto nel 1343 attesta nel territorio di Aspra l'esistenza di ben diciotto chiese.

### Architetture civili

#### Palazzo Forani

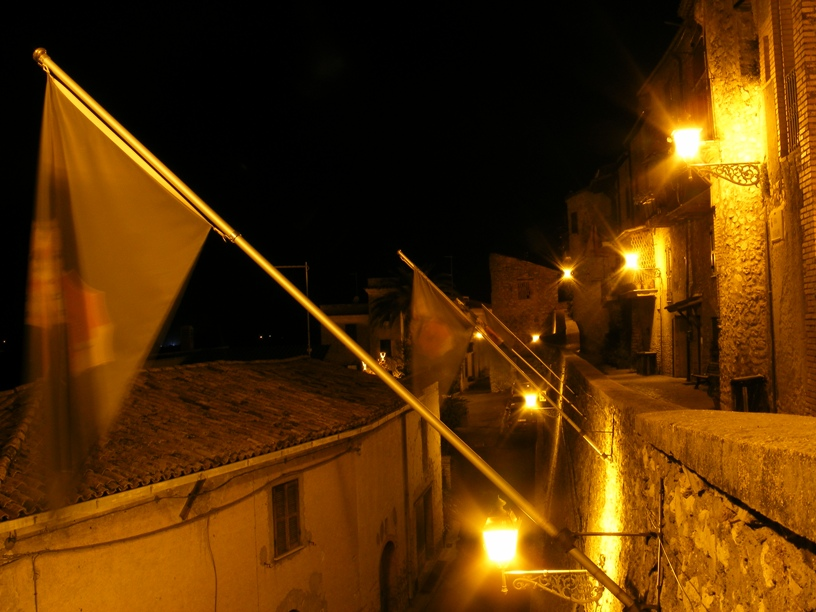
Via Rivellini

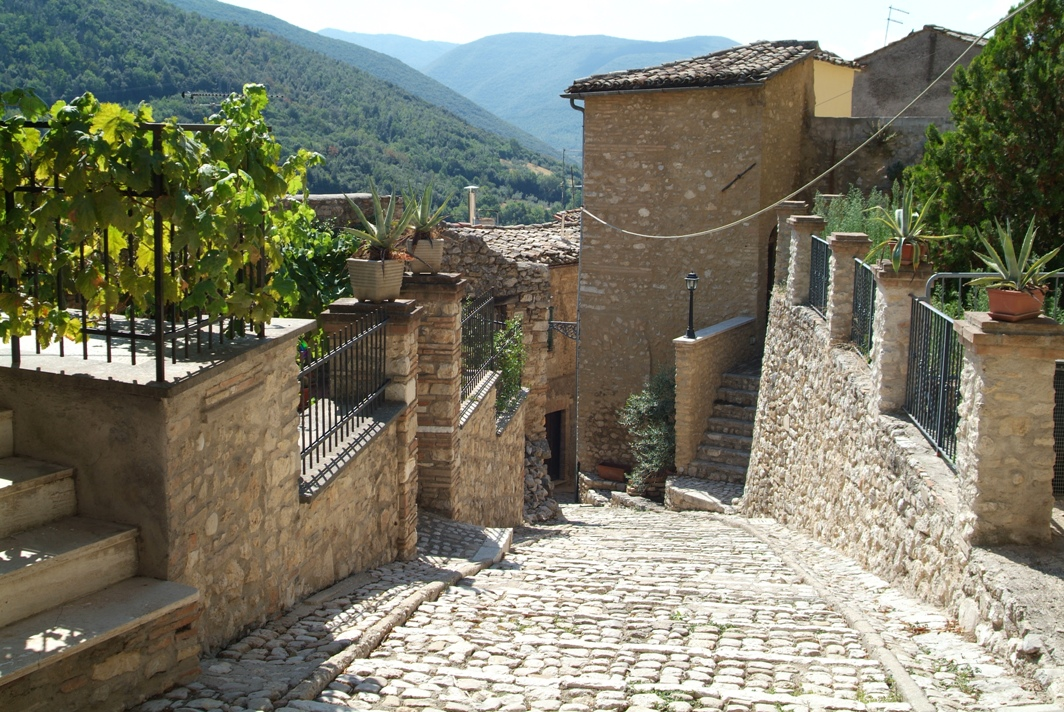
Via Orazio Massari

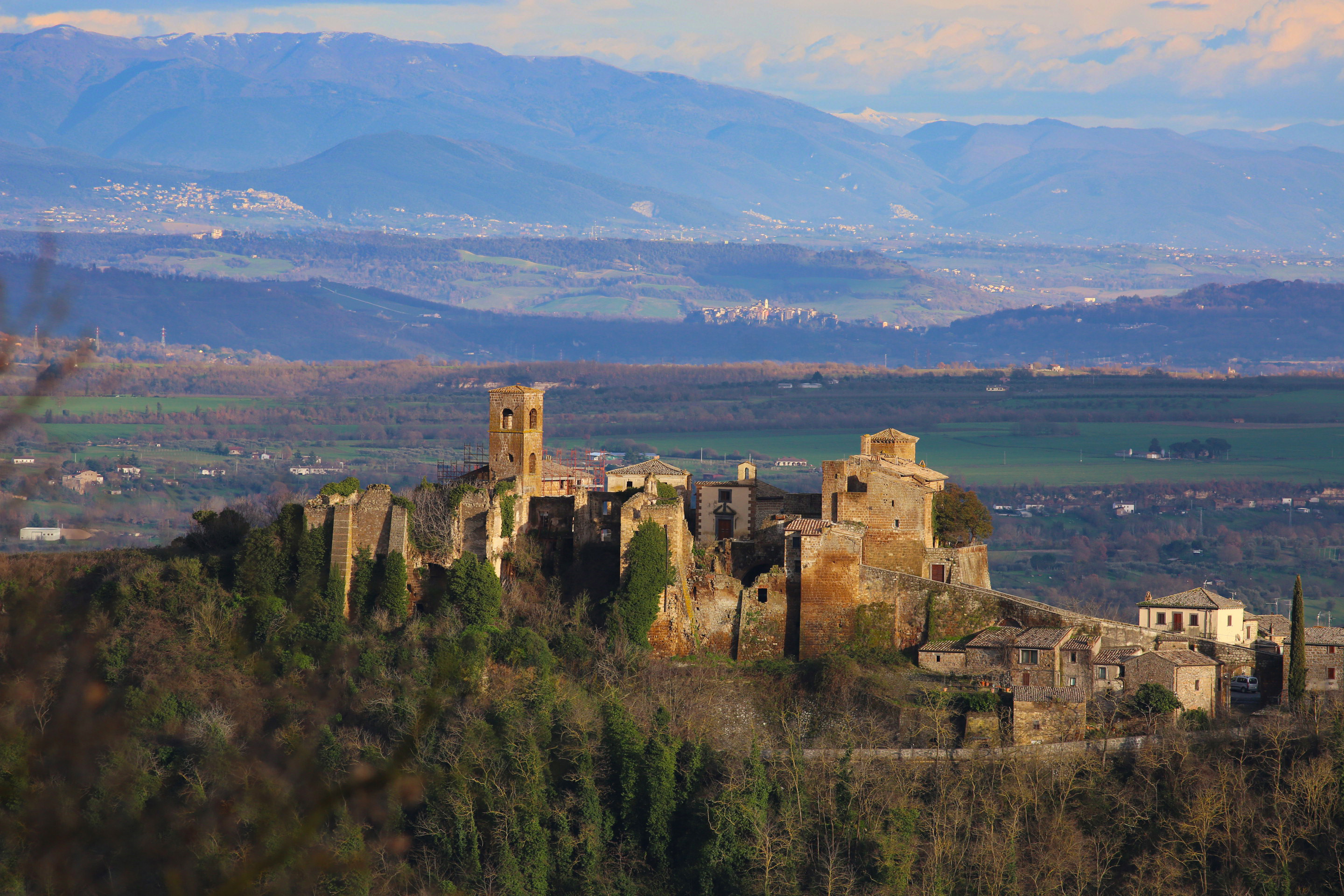
Panorama della Valle del Tevere da Celleno, sullo sfondo Casperia.

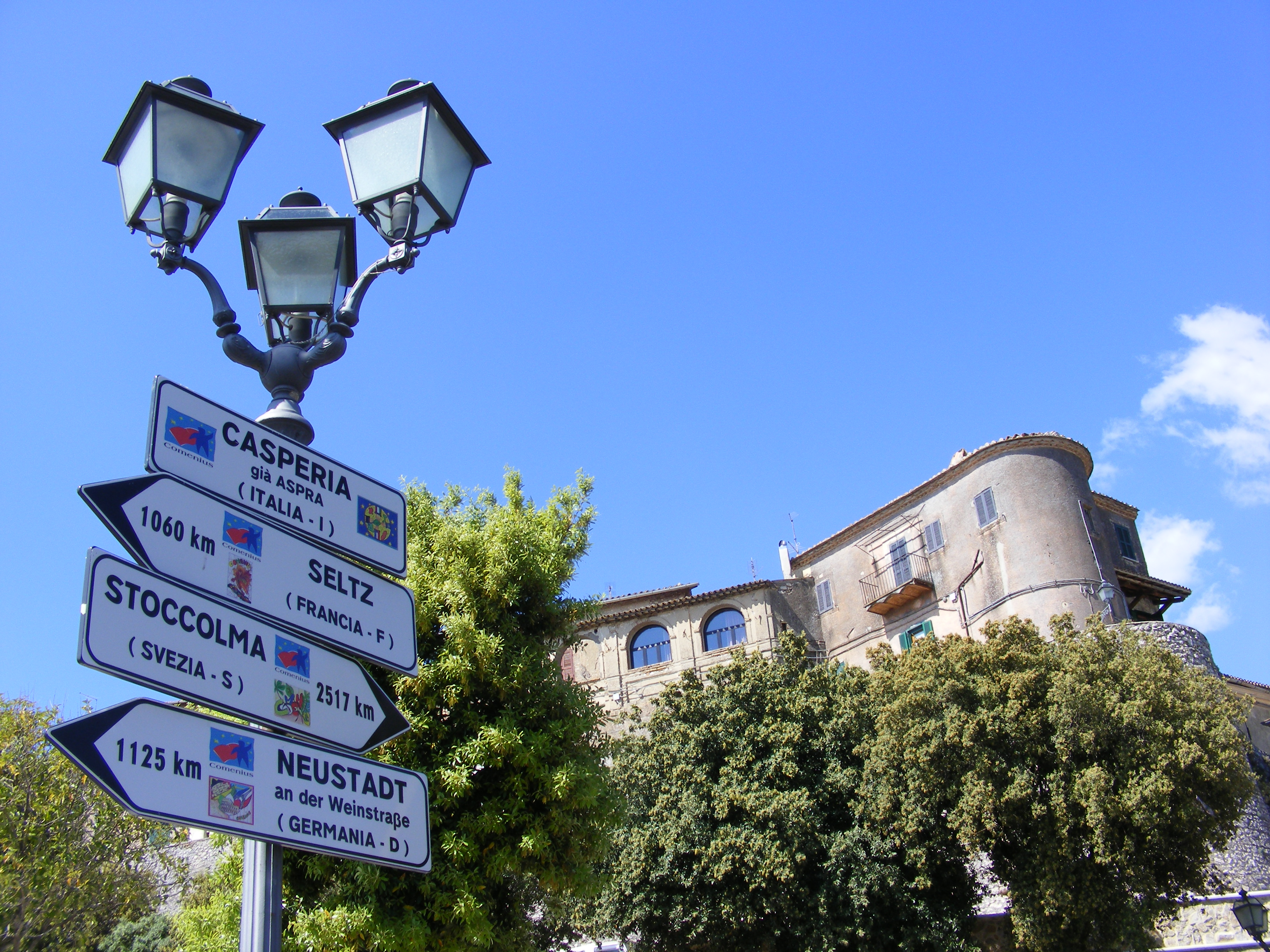
Veduta di Aspra con i cartelli del progetto Comenius

Il palazzo, costruito alla fine del secolo XVI dalla famiglia asprese dei Bruschi si trova a ridosso della parte settentrionale della cinta muraria del secolo XIII inglobando anche uno dei cinque torrioni rimasti. Il palazzo conta oltre cinquanta stanze e una cappella in cui si celebravano anche due messe al giorno. Un omaggio alla potente famiglia guelfa degli Orsini è rappresentato dai due orsi in pietra che si trovano a lato del portale del palazzo.

Nel 1781 il palazzo ospitò il cardinal Corsini durante la sua visita pastorale. Da allora la camera, arredata appositamente per l'illustre ospite, prese il nome di "Camera del cardinale".

Durante la dominazione napoleonica i Bruschi restaurarono il palazzo secondo lo stile impero: colonne nell'ingresso, ricchi stucchi decorativi, galleria con volta e pareti dipinte, rinnovo dell'arredamento con mobili e consolles in stile impero, decorazioni alle pareti con papiers peints tipicamente francesi.

Dopo il Congresso di Vienna le terre e il palazzo dei Bruschi furono confiscati dallo Stato Pontificio poiché Giuseppe Bruschi, sindaco di Aspra dal 1809, si era schierato con la Repubblica Romana e con Napoleone. Il palazzo e i beni furono acquistati dalla famiglia Petrocchi e passarono, dopo il 1870, alla famiglia Pompili-Maldura. Nel 1871 il nuovo proprietario del palazzo, Costante Maldura, acquistò una delle due pregevoli statue romane rinvenute a Paranzano.

Alla fine del XIX secolo il palazzo e le proprietà passano da Costante Maldura alla figlia Elena, pittrice dilettante, i cui quadri floreali sono ancora presenti in alcune stanze del palazzo.

Nel 1929 il palazzo passa, per eredità, alla famiglia Forani: nuova ristrutturazione interna e sistemazione del parco collinare in cui molte specie vegetali tipiche del clima mediterraneo sostituirono secolari ulivi. Viene anche costruita la strada carrozzabile per l'accesso al palazzo dal lato nord-ovest.

Alla fine degli anni sessanta, Giuliana Forani ristruttura i magazzini situati tra il torrione e il palazzo trasformandoli nella sua residenza abituale, più comoda e semplice rispetto al palazzo. Nel 2003 segue una nuova ristrutturazione ad opera degli eredi di Giuliana Forani: i locali degli ex magazzini e il torrione vengono trasformati nelle unità abitative della casa vacanze.

### Aree naturali

#### Alberi monumentali
Casperia custodisce nel suo territorio ben quattro alberi monumentali censiti dal Corpo forestale dello Stato: il leccio di Aspra; il terebinto di Montefiolo; il faggio di Fonte Cognolo; il cerro di Valle Ferrara.

## Società

### Evoluzione demografica
Abitanti censiti

### Tradizioni e folclore
(Paolo Guzzanti, La Stampa, 1998)
Molto sentite dalla popolazione sono le feste di Sant'Antonio Abate (con la processione, la benedizione degli animali domestici e la distribuzione delle ciambelle all'anice), il Corpus Domini (con la processione e l'infiorata) e l'Assunzione di Maria in cielo (con la processione e lo spettacolo pirotecnico).

## Cultura

### Istruzione

#### Biblioteche
Archivio storico comunale
(Alfredo Pellegrini, Le carte di Casperia (già Aspra). 1099-1349, 1990)
L'archivio storico di Casperia è uno dei più importanti del Lazio: vi sono conservati documenti riguardanti la vita della comunità asprese e di quelle limitrofe dal 950 al 1975. I fondi più importanti sono quello delle pergamene – ben 319, riguardanti il periodo che va dal 1099 al 1729; il fondo notarile con documenti datati tra il 1351 ed il 1860; l'archivio del comune comprendente documenti come libri del consiglio, registri vari del periodo comunale, la signoria Savelli, l'Antico Regime, il periodo francese e la Restaurazione; l'archivio giurisdizionale, con gli atti civili e quelli criminali. Degni di nota sono anche il fondo dell'archivio parrocchiale (Liber baptizatorum, Liber mortuorum, Liber matrimoniorum e stati delle anime), il fondo dell'Archivio del Monte del Grano, dell'Ospedale civico e gli oltre mille volumi della biblioteca claustrale proveniente dal soppresso monastero dei Frati cappuccini di Montefiolo (beni espropriati dallo Stato con la legge n. 3036 del 7 luglio 1866 e la n. 3848 del 15 agosto 1867). Sono inoltre conservati numerosi documenti prodotti dal comune nel periodo post-unitario.
Da una lettera di Antimo Palmieri del 1588 sappiamo che Aspra era stata scelta quale sede per raccogliere i rogiti dei notai di Aspra, Montasola, Cottanello, Vacone e Poggio Sommavilla. L'archivio notarile, uno dei più antichi di tutta la provincia, conserva fonti a partire dal 1351, confluite all'atto della sua istituzione, avvenuta nel 1588, in applicazione della costituzione di papa Sisto V inerente alla riorganizzazione degli archivi notarili all'interno dello Stato pontificio.
Nel 1990 è stata pubblicata Le carte di Casperia (già Aspra). 1099-1349, opera del prof. Alfredo Pellegrini in cui vengono meticolosamente trascritte, tradotte e spiegate le pergamene prodotte nel periodo basso-medievale. Come afferma Pierre Toubert nella prefazione al libro, «l'archivio di Casperia appare il fondo locale più eloquente sulle vicissitudini di una comunità del Lazio nei secc. XIII-XIV».

## Economia
Di seguito la tabella storica elaborata dall'Istat a tema Unità locali, intesa come numero di imprese attive, ed addetti, intesi come numero addetti delle unità locali delle imprese attive (valori medi annui).
|          | 2015                  |                              |                            |                |                       |                     | 2014                  |                | 2013                  |                |
| -------- | --------------------- | ---------------------------- | -------------------------- | -------------- | --------------------- | ------------------- | --------------------- | -------------- | --------------------- | -------------- |
|          | Numero imprese attive | % Provinciale Imprese attive | % Regionale Imprese attive | Numero addetti | % Provinciale Addetti | % Regionale Addetti | Numero imprese attive | Numero addetti | Numero imprese attive | Numero addetti |
| Casperia | 75                    | 0,77%                        | 0,02%                      | 150            | 0,65%                 | 0,01%               | 68                    | 139            | 72                    | 144            |
| Rieti    | 9.765                 |                              | 2,14%                      | 22.908         |                       | 1,49%               | 10.044                | 23.834         | 10.407                | 25.272         |
| Lazio    | 455.591               |                              |                            | 1.539.359      |                       |                     | 457.686               | 1.510.459      | 464.094               | 1.525.471      |

Nel 2015 le 75 imprese operanti nel territorio comunale, che rappresentavano lo 0,77% del totale provinciale (9.765 imprese attive), hanno occupato 150 addetti, lo 0,65% del dato provinciale (22.908 addetti); in media, ogni impresa nel 2015 ha occupato due persone (2,0).

### Turismo
Casperia ha ricevuto dal T.C.I. il titolo di Bandiera arancione (marchio di qualità turistico-ambientale).

## Infrastrutture e trasporti

### Strade
Il comune è attraversato dalle seguenti strade provinciali:
- 48 Finocchieto
- 49 Casperia-Cantalupo
- 49/A S. Vito

Il comune è attraversato dalle seguenti strade regionali:
- 313 di Passo Corese

## Amministrazione
Nel 1923, Aspra passò dalla provincia di Perugia in Umbria, alla provincia di Roma nel Lazio.
Nel 1927, a seguito del riordino delle circoscrizioni provinciali stabilito dal regio decreto n. 1 del 2 gennaio 1927, per volontà del governo fascista, quando venne istituita la provincia di Rieti, Aspra passò dalla provincia di Roma a quella di Rieti.
Nel 1947 cambiò denominazione in Casperia.
| Periodo | Periodo   | Primo Cittadino    | Partito                         | Carica  | Note       |
| ------- | --------- | ------------------ | ------------------------------- | ------- | ---------- |
| 1960    | 1965      | Tullio Vigoni      | PSI, PCI                        | Sindaco |            |
| 1965    | 1970      | Tullio Vigoni      | PSI, PCI                        | Sindaco |            |
| 1970    | 1975      | Tullio Vigoni      | PSI, PCI                        | Sindaco |            |
| 1975    | 1980      | Adolfo Valentini   | DC, PRI                         | Sindaco |            |
| 1980    | 1985      | Adolfo Valentini   | DC, PRI                         | Sindaco |            |
| 1985    | 1990      | Primo Petrocchi    | DC, PRI                         | Sindaco |            |
| 1990    | 1995      | Ivo Adami          | PSI, PDS                        | Sindaco |            |
| 1995    | 1999      | Gastone Bianchetti | lista civica                    | Sindaco |            |
| 1999    | 2004      | Giancarlo Sileri   | AN                              | Sindaco |            |
| 2004    | 2009      | Giancarlo Sileri   | lista civica Impegno Civico     | Sindaco | 2º mandato |
| 2009    | 2014      | Stefano Petrocchi  | lista civica                    | Sindaco |            |
| 2014    | 2019      | Stefano Petrocchi  | lista civica Leali per Casperia | Sindaco | 2º mandato |
| 2019    | 2024      | Marco Cossu        | lista civica Sìamo Casperia     | Sindaco |            |
| 2024    | in carica | Giancarlo Sileri   | Uniti per Casperia              | Sindaco |            |

### Altre informazioni amministrative
Fa parte della Comunità montana "Sabina".

### Gemellaggi
Casperia è gemellata con:
- Killarney[11]